# مقاطعة بارسا
مقاطعة بارسا (بالنيبالية पर्सा जिल्ला)، هي جزء من مقاطعة 2 في سهل تيراي، وهي واحدة من خمسة وسبعين مقاطعة في نيبال، وعاصمتها مدينة بيرغنج، وتغطي مساحة 1,353 كليومتر مربع ويبلغ عدد سكانها (2001) 497,219.